# Glimmingehus
Glimmingehus je středověký hrad ve Skane ve Švédsku. Společně s hradem Spøttrup v Dánsku patří k nejlépe dochovaným středověkým hradům ve Skandinávii.

## Historie
Hrad založil roku 1499 dánský rytíř Jens Holgersen Ulfstand. Stavbou hrabu byl pověřen architekt Adam van Düren. V 16. století byl hrad dle archeologických nálezů vybaven španělskou keramikou a benátským a porýnským sklem. V průběhu 16. století byl hradní palác opuštěn a obývány byly přilehlé budovy, samotný palác sloužil v následujících staletích jako sýpka. Hrad je od roku 1924 v majetku švédského státu.

## Architektura
Hlavní stavbou hradu je třípatrový palác, k němuž přiléhá dvůr. Celá stavba je obklopena vodním příkopem.  